# نهائي كأس ألمانيا 1985
نهائي كأس ألمانيا 1985 هي المباراة النهائية من منافسة كأس ألمانيا 1984–85، أقيمت المباراة في 26 مايو 1985، في الملعب الأولمبي، بين فريقي نادي أوردينغن 05، وبايرن ميونخ، وفاز فيها نادي أوردينغن 05، بعد أن هزم بايرن ميونخ، بنتيجة 2 - 1، وكان حكم المباراة Werner Föckler ‏، وحضر المباراة 70398 شخصاً.

## تفاصيل المباراة
لعبت المباراة النهائية في 26 مايو 1985.
| نادي أوردينغن 05                            | 2 -1 | بايرن ميونخ     |
| ------------------------------------------- | ---- | --------------- |
| Horst Feilzer ‏ 9 ' · Wolfgang Schäfer ‏ 68 ' |      | دايتر هونيب 8 ' |